# Crimine infinito
Crimine infinito è un romanzo del 2021 scritto da Cristiano Barbarossa e Fulvio Benelli, edito da Fandango.
Il romanzo prende ispirazione dall'Operazione Crimine-Infinito condotta contro la 'Ndrangheta e si svolge nel periodo che va dalla Strage di Duisburg nel 2007 fino al 2020. 

## Trama
Andrea Delvento, capitano del Teramo calcio è costretto dopo un incidente ad abbandonare il suo sogno. Fa ritorno in Lombardia dove è cresciuto e dove la rabbia e la frustrazione lo porteranno in carcere. Lì, incontrerà compare Raffaele che in cambio di protezione lo avvierà a diventare, una volta uscito, un messo di 'Ndrangheta. Inizierà così la sua scalata nell'Onorata società (termine). A seguire le tracce della malavita in Lombardia sarà il colonnello Alberto Ricci della caserma di Monza, che casualmente intercetterà i primi movimenti di Andrea e riuscirà così a ricostruire la mappa 'ndranghetista nel Nord Italia.

## Accoglienza
In una sua recensione il poeta, scrittore e professore di letteratura italiana Aldo Onorati ha definito il romanzo “Quasi un genere a sé stante – fiction pura ma anche saggio giornalistico – un libro che ha il merito di prendere la cronaca ed elevarla, consegnandola alla Storia, come deve fare la letteratura civile, quella di denuncia. Con il suo stile asciutto ma al tempo stesso polifonico, il romanzo conquista il lettore grazie alla potenza espressiva, all’intreccio e ai significati sottesi che si delineano nella lettura. Il tutto senza rinunciare a essere popolare, nell’accezione più nobile del termine."
Su Le pagine della Dante, la rivista letteraria della Società Dante Alighieri, il romanzo è stato così recensito: “Un libro dalla prosa asciutta e potente che unisce perfettamente giornalismo e letteratura e ci inabissa nei gironi infernali della malavita, nella fattispecie la 'Ndrangheta, con l'obiettivo di smascherare le connivenze che ci sono tra i bassifondi della criminalità e i rooftop della cosiddetta società bene. Una riflessione sullo stato di salute della nostra civiltà in decadenza che viene raccontata in queste pagine come se fosse una serie tv."
Il direttore del TGcom24 Paolo Liguori nel corso della trasmissione Fatti e Misfatti ha definito Crimine infinito "un grande romanzo popolare, così come Leonardo Sciascia scrisse Il giorno della civetta sulla mafia siciliana, Barbarossa e Benelli lo hanno fatto raccontando la 'Ndrangheta." Il Corriere dello Sport - Stadio ha così definito il libro:"Cristiano Barbarossa e Fulvio Benelli hanno costruito un romanzo partendo dai fatti reali e dagli atti d'indagine per raccontare la rete criminale più ricca e potente del pianeta che infila i suoi tentacoli ovunque, anche nelle pieghe del mondo dello sport."

## Personaggi
I personaggi principali sono: Andrea Delvento, bomber della Società Sportiva Teramo Calcio, il Colonnello Alberto Ricci del Nucleo Investigativo dei Carabinieri di Monza, Carmine Mura, padrino di San Luca (Italia), Raffaele Rosario, imprenditore calabrese trapiantato in Lombardia, Dario Carocci, giovane giornalista di Reggio Calabria, Nadia Dimitrova, ex modella bulgara, l'ing. Luca Monini e altri. 

## Riconoscimenti
- Premio Internazionale Apoxiomeno - International Police Award Arts Festival - Categoria Letteratura - Italia

- Premio Letterario Internazionale Le Nove Muse - Italia